# Love Olzon
Love Olzon, född 15 december 1970 i Lahäll, är en svensk artist/musiker. 1996 fick Love Olzon en hit med låten jag vill ha en tjej som tycker om mig och medverkade på turnén Återtåget '96!. Olzon har även producerat album med bl.a. Nina Kinert och Ebba Forsberg.

## Diskografi

### Album
- 1996 – Love Olzon
- 1999 – När din dag kommer
- 2001 – En annan sida av Love Olzon
- 2004 – #4
- 2005 – Skärsände
- 2009 – Fri från dig
- 2016 – Där floden flyter fram

### Singlar
- 1996 – "Så länge de ser på"
- 1996 – "Vykort"
- 1996 – "Jag vill ha en tjej som tycker om mig"
- 1998 – "Vi sjönk långt ner"
- 1999 – "Jag ringde upp"
- 1999 – "Galen om du gråter"
- 2001 – "Missförstått"
- 2001 – "Såg på mig"
- 2004 – "Ingen kan göra det så bra som vi"
- 2004 – "En plats för mig"
- 2005 – "En dag kommer jag bli fri"
- 2009 – "Alla själars aveny"
- 2014 – "Bella Ciao"
- 2016 – "En annan man"
- 2024 – "Mina minnen äger mig"
- 2025 – "Låt allt ljus komma in"